# Aulladores Blancos
Los Aulladores Blancos son una tribu ficticia de hombres lobo en el juego de rol Hombre Lobo: El Apocalipsis.
Se comenta que esta tribu de Garou (nombre dado a los hombres lobo en el contexto de este juego de rol) era hermana de los Fianna, la Camada de Fenris y de los Colmillos Plateados, así como lo eran los Wendigo de los Uktena y de los Croatanos.
Eran apasionados como sus hermanos Fianna, valientes y furiosos en la batalla como la Camada y orgullosos de su estirpe como los Colmillos Plateados. Cuenta la leyenda que la tribu entera en un arrebato de arrogancia pensó en derrotar al Wyrm en persona.
Esta tribu, cuya parentela humana eran los pictos de la actual Escocia en los tiempos del Imperio Romano dejó de existir en torno al siglo III d. C. y se convirtieron en los Danzantes de la Espiral Negra, la única de las 14 tribus de los Hombres Lobo que actualmente sigue al Wyrm.
- Datos: Q5711857